# Anne Jules de Noailles
Anne Jules de Noailles (5. února 1650 Paříž – 2. října 1708 Versailles) byl jedním z hlavních generálů Francie ke konci vlády Ludvíka XIV., který po zvýšení pluku z Noailles v roce 1689 velel ve Španělsku během války Velké aliance a války o španělské dědictví. V roce 1693 se stal maršálem Francie.

## Rodina
Anne Jules se narodil jako syn Anna de Noailles a jeho manželky Louisy Boyerové. V roce 1678 se stal po otcově smrti vévodou z Noailles. Oženil se s Marií Františkou de Bournonville, s níž měl několik dětí. Jeho nástupcem se stal jeho nejstarší syn Adrien Maurice. Jedna z jeho dcer, Marie Viktorie, se provdala za hraběte z Toulouse, nemanželského syna krále Ludvíka XIV.
Anne Jules měl s manželkou osm dětí:
- Marie Kristýna z Noailles (1672–1748), v roce 1687 se provdala za Antoina V. de Gramont, vévodu de Gramont a maršála Francie (1671–1725)
- Marie Šarlota z Noailles (1677–1723), v roce 1696 se provdala za Mala, markýze de Coëtquen
- Adrien Maurice z Noailles (1678–1766), 3. vévoda z Noailles, se oženil s Františkou Šarlotou d'Aubigné, neteří Madame de Maintenon
- Lucie Félicité z Noailles (1683–?), v roce 1698 se provdala za Viktora Marie d'Estrées, maršála Francie (1660–1737)
- Marie Tereza z Noailles (1684–1784), v roce 1698 se provdala za Charlese Françoise de la Baume Le Blanc, vévodu de La Vallière
- Marie Františka z Noailles (1687–?), v roce 1703 se provdala za Emmanuela de Beaumanoir, markýze de Lavardin
- Marie Viktorie de Noailles (1688–1766), v roce 1707 se provdala za Louis de Pardaillan de Gondrin (1688–1712), pak v roce 1723 za jeho strýce Ludvíka Alexandra Bourbonského, hraběte z Toulouse
- Anna Luisa z Noailles (1695–?), v roce 1716 se provdala za Françoise Le Tellier, markýze de Louvois; po jeho smrti v roce 1719 se znovu provdala za Jacquese Hippolyta Manciniho, markýze de Mancini, syna Filipa Julese Manciniho; mezi její potomky patří mimo jiné monacký kníže Albert II.